# Гарольд Віктор Лівермор
Га́рольд Ві́ктор Лівермо́р (англ. Harold Victor Livermore; 29 вересня 1914 — 28 лютого 2010) — британський історик, професор, спеціаліст з історії країн Піренейського півострова. Випускник Кембриджського університету, Коледж Ісуса. Став стипендіатом Іспано-Британського товариства, на кошти якого навчався у Мадриді до початку іспанської громадянської війни (1936). Отримавши стипендію Гібсона, переїхав на навчання до Португалії. Працював директором школи св. Юліана в Каркавелуші, поблизу Лісабона (1941—1942). Після Другої світової війни викладав у Кембриджі, працював у Міністерстві закордонних справ Великої Британії, перебував на дипломатичній службі в Бразилії. Був освітнім директором іспанської й португальсько-бразильської рад при Домі Каннінга. Професор катедри португальських й іспанських студій в Університеті Британської Колумбії, Канада (до 1976). Також викладав у Кембридському та Вестмінстерському університетах, Британія. Автор перших фундаментальних англомовних досліджень, присвячених історії країн Піренейського півострова, — «Історії Португалії» (1947) та «Історії Іспанії» (1958). Лауреат португальської літературної премії Камоенша за дослідження з історії Португалії. Член Лісабонської академії наук та Португальської академії історії, Британського королівського історичного товариства (2005). Нагороджений великим хрестом Ордену інфанта Енріке, Португалія (2006). Належав до крила традиційної консервативної історіографії. Піддавався критиці ліберальними та лівими істориками за схвалення Салазара в Португалії та Франко в Іспанії. Дружинна — Анна, музикознавець, автор «Короткої історії іспанської музики» (A Short History of Spanish Music).

## Праці

### Монографії
- Livermore, Harold Victor. History of Portugal. 1947.
- Livermore, Harold Victor; Entwistle, William James. Portugal and Brazil. 1952.
- Livermore, Harold Victor. History of Spain. 1958.
- Livermore, Harold Victor. A New History of Portugal. Cambridge: Cambridge University Press, 1966 (перевид: 1967, 1969).
- Livermore, Harold Victor. The Origins of Spain and Portugal, London, 1971.
- Livermore, Harold Victor. Essays on Iberian history and literature, from the Roman empire to the Renaissance. Aldershot, 2000.
- Livermore, Harold Victor. Portugal: A Traveller's History. 2004.
- Livermore, Harold Victor. Twilight of the Goths. 2006.

### Переклади
- Royal Commentaries of the Incas and General History of Peru, Part І. by Garcilaso de la Vega; translated by Harold V. Livermore. 1966.

### Статті
- Alfarrobeira, battle of // Medieval Iberia. An encyclopedia, 2003. p. 49-50.
- Afonso Henriques, or Afonso I // Medieval Iberia. An encyclopedia, 2003. p. 33-34.
- Afonso V // Medieval Iberia. An encyclopedia, 2003. p. 37-38.
- Hydatius // Medieval Iberia. An encyclopedia, 2003. p. 403-404
- Lisbon, conquest of // Medieval Iberia. An encyclopedia, 2003. p. 495.